# Between the Darkness and the Dawn
Between the Darkness and the Dawn (Entre la luz y las tinieblas en España) es una película para televisión emitida en 1985 y protagonizada por Elizabeth Montgomery.

## Sinopsis
Abigail Foster, después de veinte años, despierta de un coma en el que cayó cuando tenía 17, descubriendo que el mundo ha crecido sin ella y que su novio de secundaria está casado con su hermana menor. Abigail ahora debe tratar de recobrar su vida que aparentemente terminó cuando ella era una adolescente.

## Reparto
| Actor                | Personaje                     |
| -------------------- | ----------------------------- |
| Elizabeth Montgomery | Abigail Foster                |
| James Naughton       | Jack Parrish                  |
| Karen Grassle        | Ellen Foster Holland          |
| Michael Goodwin      | David Holland                 |
| Robin Gammell        | Dr. Langtry                   |
| Marcia Rodd          | Lilly                         |
| Tim Maier            | Matthew Holland / joven David |
| Dorothy McGuire      | Beryl Foster                  |
| Lori Birdsong        | Joven Abigail                 |
| Robert DoQui         | Director                      |
| Sam Kwasman          | Arthur                        |
| Jennifer Smith       | Joven Ellen                   |